# Deutsches Meisterschaftsrudern 1912
Das 31. Deutsche Meisterschaftsrudern wurde 1912 in Berlin ausgetragen. Es wurden Rennen in vier Bootsklassen ausgetragen.

## Medaillengewinner
| Bootsklasse            | Gold | Silber | Bronze                              |
| ---------------------- | --- | --- | ----------------------------------- |
| Einer                  | Kurt Hoffmann (Mainzer RV) | Bernhard von Gaza (RG Wiking Berlin) | keine weiteren Boote im Ziel        |
| Zweier ohne Steuermann | Ludwigshafener RV von 1878 Hermann Wilker Otto Fickeisen                                                                                                | keine weiteren Boote in der Wertung | keine weiteren Boote am Start       |
| Vierer ohne Steuermann | Mainzer RV Josef Falk Max Minthe Oskar Cordes Lorenz Eismayer                                                                                           | keine weiteren Boote in der Wertung | keine weiteren Boote am Start       |
| Achter                 | Berliner RV von 1876 Otto Liebing Max Bröske Max Vetter Willi Bartholomae Fritz Bartholomae Werner Dehn Rudolf Reichelt Hans Matthiae Kurt Runge (Stm.) | Mainzer RV Edmund Sander Erich Vetter Hans Berle Philipp Schreiner Oskar Cordes Max Minthe Josef Falk Lorenz Eismayer Rudolf Nauen (Stm.) | keine weiteren Boote in der Wertung |